# Веняляйнен, Унто
Унто Веняляйнен (фин. Unto Venäläinen, род. 29 февраля 1944) — финский шахматист, мастер ФИДЕ, международный мастер ИКЧФ.
Серебряный призёр чемпионата Финляндии 1974 г. (разделил 2—3 места с Х. Хурме).
В составе сборной Финляндии участник двух шахматных олимпиад (1968 и 1974 гг.) и телешахолимпиады (1981—1982 гг.).

## Спортивные результаты
| Год  | Город     | Соревнование                                  | + | − | = | Результат | Место |
| ---- | --------- | --------------------------------------------- | - | - | - | --------- | ----- |
| 1968 | Лугано    | XVIII Олимпиада (сборная Финляндии, запасной) | 1 | 5 | 4 | 3 из 10   |       |
| 1974 | Хельсинки | Чемпионат Финляндии                           |   |   |   |           | 2—3   |
|      | Ницца     | XXI Олимпиада (сборная Финляндии, запасной)   | 3 | 6 | 4 | 5 из 13   |       |